# Resolutie 1698 Veiligheidsraad Verenigde Naties
Resolutie 1698 van de Veiligheidsraad van de Verenigde Naties werd unaniem door de VN-Veiligheidsraad aangenomen op 31 juli 2006. Ze verlengde het wapenembargo tegen gewapende groepen in het oosten van de Democratische Republiek Congo met een jaar.

## Achtergrond
In 1994 braken in de Democratische Republiek Congo etnische onlusten uit die onder meer werden veroorzaakt door de vluchtelingenstroom uit de buurlanden Rwanda en Burundi. In 1997 beëindigden rebellen de lange dictatuur van Mobutu en werd Kabila de nieuwe president. In 1998 escaleerde de burgeroorlog toen andere rebellen Kabila probeerden te verjagen. Zij zagen zich gesteund door Rwanda en Oeganda. Toen hij in 2001 omkwam bij een mislukte staatsgreep werd hij opgevolgd door zijn zoon. Onder buitenlandse druk werd afgesproken verkiezingen te houden die plaatsvonden in 2006 en gewonnen werden door Kabila. Intussen zijn nog steeds rebellen actief in het oosten van Congo en blijft de situatie er gespannen.

## Inhoud

### Waarnemingen
De Veiligheidsraad veroordeelde de illegale wapenhandel in de Democratische Republiek Congo en wilde nauw blijven toezien op het embargo dat met resolutie 1493 was opgelegd. Verder bleef de aanwezigheid van milities en buitenlandse gewapende groepen in de provincies Ituri, Noord-Kivu en Zuid-Kivu zorgwekkend.

### Handelingen
De eisen die in de resoluties 1493, 1596 en 1649 waren gesteld werden herhaald. Omdat de partijen in Congo niet aan die eisen voldeden, werden de maatregelen die met diezelfde resoluties waren getroffen verlengd tot 31 juli 2007. Ook werd het mandaat van de groep van experts die op de maatregelen toezag en de effectiviteit ervan onderzocht verlengd tot dezelfde datum.
Het wapenembargo dat met resolutie 1596 werd opgelegd zou gelden voor de volgende personen:
- Politieke en militaire leiders die kindsoldaten inzetten,
- Personen die het internationaal recht schonden door kinderen te viseren.

## Verwante resoluties
- Resolutie 1671 Veiligheidsraad Verenigde Naties
- Resolutie 1693 Veiligheidsraad Verenigde Naties
- Resolutie 1711 Veiligheidsraad Verenigde Naties
- Resolutie 1736 Veiligheidsraad Verenigde Naties

Lijst ·  1652 ·  1653 ·  1654 ·  1655 ·  1656 ·  1657 ·  1658 ·  1659 ·  1660 ·  1661 ·  1662 ·  1663 ·  1664 ·  1665 ·  1666 ·  1667 ·  1668 ·  1669 ·  1670 ·  1671 ·  1672 ·  1673 ·  1674 ·  1675 ·  1676 ·  1677 ·  1678 ·  1679 ·  1680 ·  1681 ·  1682 ·  1683 ·  1684 ·  1685 ·  1686 ·  1687 ·  1688 ·  1689 ·  1690 ·  1691 ·  1692 ·  1693 ·  1694 ·  1695 ·  1696 ·  1697 ·  1698 ·  1699 ·  1700 ·  1701 ·  1702 ·  1703 ·  1704 ·  1705 ·  1706 ·  1707 ·  1708 ·  1709 ·  1710 ·  1711 ·  1712 ·  1713 ·  1714 ·  1715 ·  1716 ·  1717 ·  1718 ·  1719 ·  1720 ·  1721 ·  1722 ·  1723 ·  1724 ·  1725 ·  1726 ·  1727 ·  1728 ·  1729 ·  1730 ·  1731 ·  1732 ·  1733 ·  1734 ·  1735 ·  1736 ·  1737 ·  1738